# Geschichte der Juden in Lublin

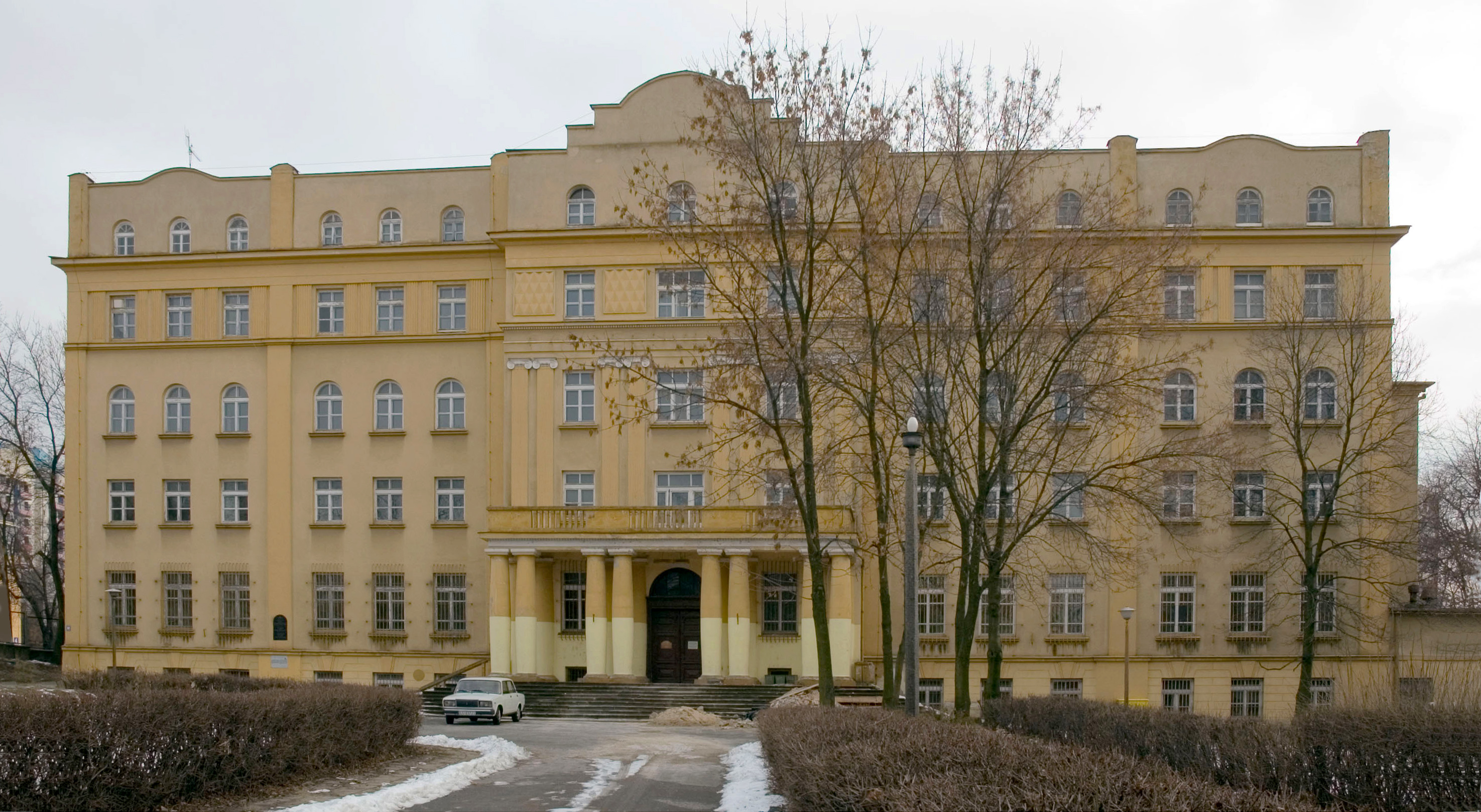
Chachmei Jeschiwa

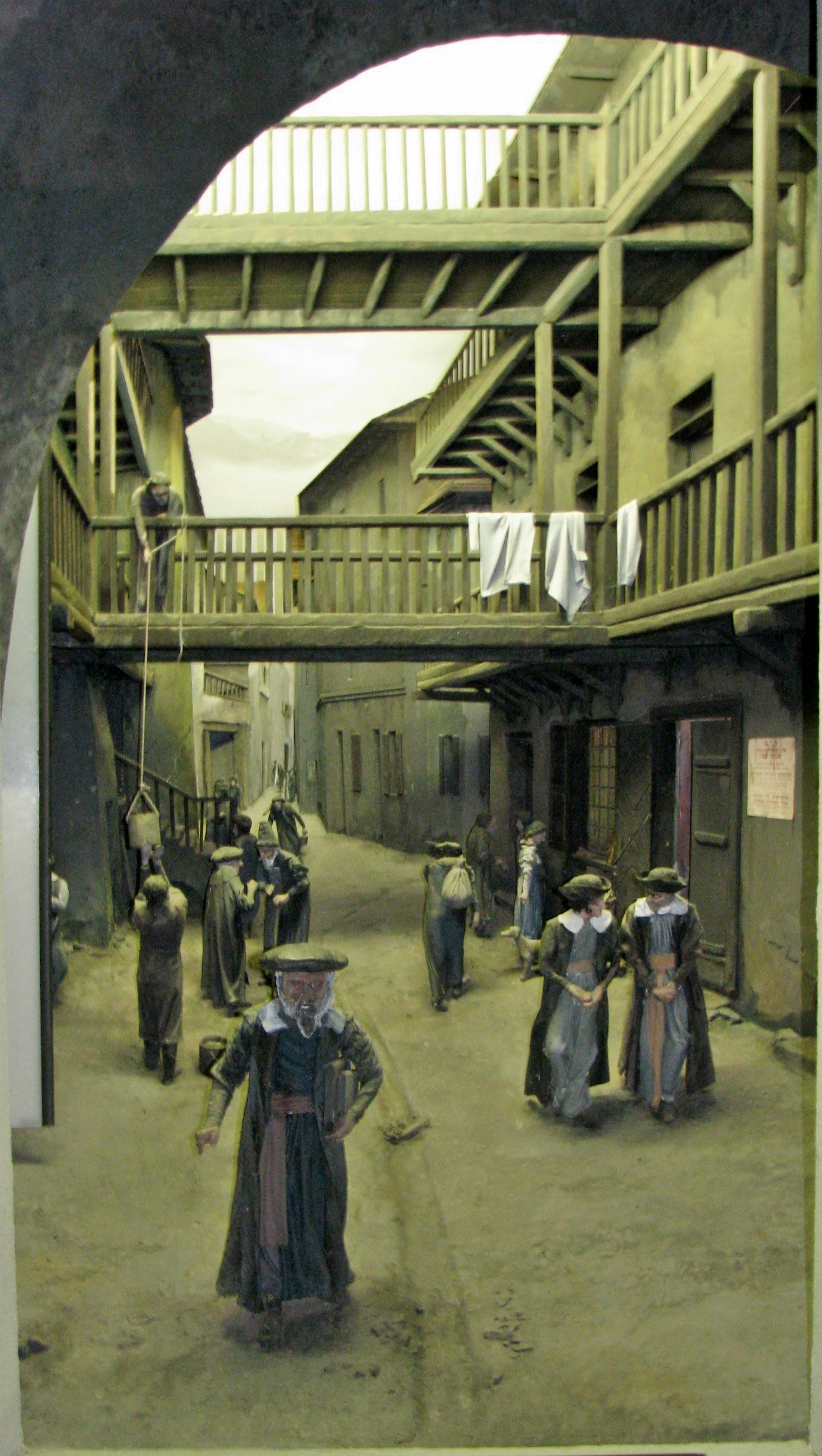
Jüdisches Viertel

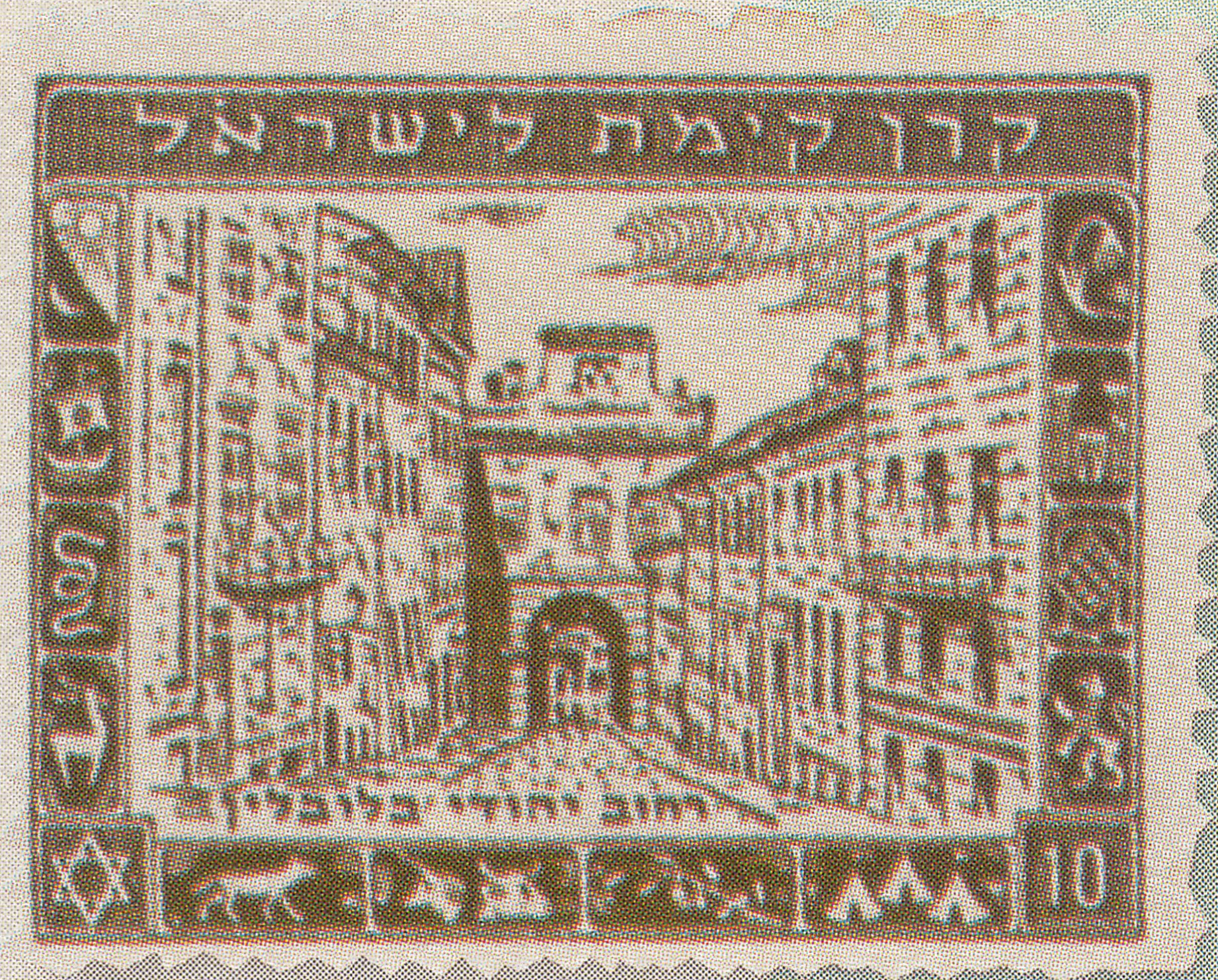
Briefmarke Israel, Burgtor im jüdischen Viertel in Lublin

Die Geschichte der Juden in Lublin beschreibt jüdisches Leben in einer der wichtigsten jüdischen Zentren im 16. Jahrhundert in Polen. Lublin war auch ein Mittelpunkt des Chassidismus.

## Königreich Polen
1316 wurden erstmals Juden in Lublin genannt. Spätestens seit Ende des 14. Jahrhunderts gab es eine jüdische Kaufleutesiedlung am Fuße der Burg.
1453 wurde den Juden Lublins Handelsfreiheit gewährt.
1517 gründete Schalom Schachna eine Jeschiwa in Lublin. Die Stadt wurde zum wichtigsten Zentrum jüdischer Gelehrsamkeit in Polen und Ostmitteleuropa.
In dieser Zeit wurde die jährliche Messe in Lublin zum wichtigsten Treffpunkt jüdischer Kaufleute, aber auch Rabbiner. Hier wurden gemeinsame Entscheidungen für die jüdischen Gemeinden in ganz Polen getroffen. Es entwickelte sich der Rat der Länder.
1547 wurde eine hebräische Druckerei gegründet durch Chaim Schwarz, die zweite in Ostmitteleuropa nach Krakau.
1567 gründete Salomo Luria eine Jeschiwa, mit Schülern wie Mordechai Jaffe.
1655 wurde die Stadt von Kosaken überfallen und circa 3.000 Juden getötet.
Um 1792 kam Jakob Jizchak Horowitz nach Lublin und begründete dort ein wichtiges Zentrum des Chassidismus.
1793 wurde Lublin von russischen Truppen besetzt.
1794 wurde die erste chassidische Synagoge in Polen eröffnet.

## 19. Jahrhundert
1795 kam Lublin zur Habsburgermonarchie, 1809 zum Herzogtum Warschau und 1815 als Teil Kongresspolens zum Russischen Kaiserreich.
Ab 1862 konnten sich Juden in der ganzen Stadt niederlassen.
1865 waren fast 60 % der Bevölkerung jüdisch.
1886 wurde ein jüdisches Krankenhaus eröffnet.
1918 kam Lublin zu Polen.
1930 wurde die Chachmei Lublin Jeschiwa als größte Talmudschule Europas eröffnet.

## Deutsche Besetzung
1939 wurde Lublin vom Deutschen Reich besetzt.
1941 wurden das Ghetto Lublin und das Konzentrationslager Majdanek in der Stadt eingerichtet.
Bis 1942 wurden fast alle jüdischen Einwohner Lublins getötet.

## Gegenwart
Heute gibt es fast keine Juden mehr in Lublin. Vom ehemaligen jüdischen Viertel rund um den Schloßberg sind keine sichtbaren Reste erhalten, es befindet sich dort ein Parkplatz und eine mehrspurige Straße.
Seit 2007 befinden sich in der Chachmei Jeschiwa eine Synagoge, ein Museum und eine Bibliothek.

## Bevölkerungsentwicklung
| Jüdische Bevölkerung in Lublin | Jüdische Bevölkerung in Lublin |
| Jahr                           | Anzahl                         |
| ------------------------------ | ------------------------------ |
| 1568                           | 500                            |
| 1602                           | 2.000                          |
| 1787                           | 4.231                          |
| 1865                           | 12.992                         |
| 1931                           | 38.937                         |
| 1939                           | 42.830                         |
| 1945                           | 4.553                          |
| 1990                           | 10                             |
| 2007                           | 20                             |